# Union05 Kayl-Tétange
L’Union05 Kayl-Tétange est un club luxembourgeois de football basé à Tétange (commune de Kayl). Il est issu de la fusion en 2005 entre les clubs du FC Kayl 07 et du SC Tétange.

## Historique
Union05 Kayl-Tétange participe pour la première fois en championnat de la FLF en 2005-2006,en deuxième division série 2. La montée vers la première division se fit tout de suite à la fin de cette même saison 2005-2006. En 2008-2009, Union05 Kayl-Tétange monte en Promotion d’honneur. La saison suivante, le club se maintient.
Le 21 mai 2011, Union05 Kayl-Tétange devient champion de Promotion d’honneur (la D2 luxembourgeoise) et accède à la BGL Ligue pour la première fois de son histoire. Il en est relégué en 2013.

## Palmarès
- Champion de Promotion d'Honneur : 2011